# Gudmont-Villiers
Gudmont-Villiers é uma comuna francesa na região administrativa de Grande Leste, no departamento de Haute-Marne. Estende-se por uma área de 16,77 km². Em 2010 a comuna tinha 289 habitantes (densidade: 17,2 hab./km²).